# Komputer samochodowy
Komputer samochodowy – komputer klasy PC przystosowany do zainstalowania w samochodzie.
Zasilany jest z elektrycznej instalacji samochodowej. Konstrukcja komputera samochodowego odporna jest na wstrząsy, wibracje i wilgoć.
Oprogramowanie komputera samochodowego i jego urządzenia umożliwiają odtwarzanie muzyki, oglądanie filmów, przeglądanie internetu, oglądanie TV oraz monitorowanie stanu zespołów samochodu i parametrów jazdy takich, jak:
- zużycie paliwa chwilowe,
- zużycie paliwa od rozpoczęcia jazdy,
- zużycie paliwa od ostatniego tankowania,
- zużycie paliwa średnie,
- przebytą drogę,
- czas jazdy,
- prędkość,
- temperaturę silnika,
- napięcie instalacji elektrycznej,

i inne.
Komputer samochodowy to również prosty, okrągły, suwak logarytmiczny wykonany w postaci dwóch znitowanych obrotowo tarcz z podziałkami. Pozwala mnożyć i dzielić dwie liczby. Przeważnie służył do obliczenia średniego zużycia paliwa lub średniej prędkości samochodu.